# Lottia strigatella
Lottia strigatella är en snäckart som först beskrevs av Carpenter 1864.  Lottia strigatella ingår i släktet Lottia och familjen Lottiidae. Inga underarter finns listade i Catalogue of Life.